# 国家英雄勋章 (牙买加)
国家英雄勋章（Order of the National Hero）是牙买加政府颁发的一项荣誉。该勋章是牙买加授勋及嘉奖制度（始创于1969年）的一部分。国家英雄勋章也是牙买加授勋及嘉奖制度中等级最高的勋章，只颁发给“为国家做出最突出贡献”的牙买加公民。